# Lanhélin
Lanhélin is een plaats en voormalige gemeente in het Franse departement Ille-et-Vilaine in de regio Bretagne. De plaats maakt deel uit van het arrondissement Saint-Malo.

## Geschiedenis
Lanhélin is op 1 januari 2019 gefuseerd met de gemeenten Saint-Pierre-de-Plesguen en Tressé tot de gemeente Mesnil-Roc'h. 

## Geografie
De oppervlakte van Lanhélin bedraagt 6,4 km², de bevolkingsdichtheid is 97,0 inwoners per km².
De onderstaande kaart toont de ligging van Lanhélin met de belangrijkste infrastructuur en aangrenzende gemeenten.

## Demografie
Onderstaande figuur toont het verloop van het inwonertal:

Lanhélin · Saint-Pierre-de-Plesguen · Tressé